# Jean-François Le Gall
Jean-François Le Gall (Morlaix, 15 novembre 1959) è un matematico francese, conosciuto per i suoi contributi nell'ambito della teoria della probabilità, come ad esempio sul moto browniano e sui processi di Lévy.

## Riconoscimenti
- 1986 Rollo Davidson Prize
- 1997 Premio Loève
- 2005 Premio Fermat